# 可児市立西可児中学校
可児市立西可児中学校（かにしりつ にしかにちゅう がっこう）は、岐阜県可児市にある公立の中学校。
可児市の西部に位置する中規模校。
平成26年5月1日現在の生徒数は13学級（特別支援学級2を含む）438名｡

## 沿革
- 1979年（昭和54年）4月 - 可児町立蘇南中学校より分離[1]して開校。
- 1982年（昭和57年）4月1日 - 可児市制施行により、現校名に改称する。

## 校訓
ひとりだち

## 通学区域[2]
- 塩
- 塩河
- 室原
- 長洞
- 坂戸
- 谷迫間
- 矢戸
- 美里ケ丘
- 清水ケ丘
- 若葉台8丁目、9丁目
- 愛岐ケ丘
- 東帷子（中切を除く）
- 光陽台
- 長坂5丁目、6丁目、7丁目、8丁目
- 若葉台1丁目、2丁目、3丁目、4丁目、5丁目、6丁目、7丁目

## 進学前小学校
- 南帷子小学校
- 春里小学校

## 主な卒業生
- 杉野健斗（サッカー選手）
- 勝野昌慶（プロ野球選手）

## 交通アクセス
- 名古屋鉄道西可児駅から徒歩12分[3]
- 名古屋鉄道可児川駅から徒歩18分[3]